# تاريخ تسويق النيكوتين
يمتد تاريخ تسويق النيكوتين إلى قرون. طور تسويق النيكوتين باستمرار تقنيات جديدة استجابة للظروف التاريخية والتغير المجتمعي والتكنولوجي والتنظيم. تغير التسويق المضاد أيضًا، من ناحية الرسالة والقواسم المشتركة على مدى العقود، استجابةً لتسويق النيكوتين.

## ما قبل عام 1800
انتُقد التبغ على أنه غير صحي قبل فترة طويلة من اعتماد الدراسة السريرية، بسبب الأعراض الناجمة عن التدخين مثل السعال وتهيج الحلق وضيق التنفس. وصف الملك جيمس الأول ملك اسكتلندا وإنجلترا في كتابه «معجون مضاد للتبغ» عام 1604 التدخين بأنه «خبيث للعين، ومكروه للأنف، وضار بالدماغ، وخطر على الرئتين، والدخان الأسود النتن المنبعث منه أقرب ما يكون إلى دخان ستيجيان الرهيب، الحفرة التي لا نهاية لها» وحث رعاياه على عدم استخدام التبغ. أصدر البابا أوربان الثامن قرارًا بابويًا عام 1624 يدين التبغ ويجعل استخدامه في الأماكن المقدسة جُرمًا يُعاقب عليه بالحرم الكنسي، وألغى البابا بنديكتوس الثالث عشر الحظر بعد مائة عام.

## الفترة بين عامي 1800-1880
وُضع أول إعلان معروف عن النيكوتين في الولايات المتحدة لمنتجات التبغ والسعوط في صحيفة نيويورك ديلي عام 1789. وكانت أسواق التبغ الأمريكية محلية في ذلك الوقت. اعتاد المستهلكون طلب التبغ حسب الجودة وليس الاسم التجاري حتى بعد أربعينيات القرن التاسع عشر.
أُلغيت العديد من قوانين منع التبغ الأوروبية خلال ثورات عام 1848. صُنعت السجائر لأول مرة في إشبيلية، من قصاصات السيجار. اعتاد الجنود البريطانيون هذه العادة خلال حرب القرم (1853-1856). أدت الحرب الأهلية الأمريكية في أوائل ستينيات القرن التاسع عشر أيضًا إلى زيادة الطلب على التبغ من الجنود الأمريكيين، وفي المناطق غير المزروعة بالتبغ.
زادت إجراءات الصحة العامة ضد مضغ التبغ (مثل البصق وخاصة في غير المبصقة، والتي نشرت أمراضًا مثل الأنفلونزا والسل) من استهلاك السجائر. أما بعد تطوير الطباعة الحجرية الملونة في أواخر سبعينيات القرن التاسع عشر، طُبعت سلسلة من الصور القابلة للتجميع على بطاقات السجائر، واستُخدمت سابقًا فقط لتقوية العبوة.
أُعلن في عام 1913 عن ماركة أر جاي رينولدز كماركة وطنية لأول مرة في الولايات المتحدة، باعتبارها أخف من السجائر المنافسة.

## الإنتاج الضخم والاعتدال 1880-1914
كانت السجائر الملفوفة مسبقًا، مثل السيجار، باهظة الثمن في البداية، إذ أمكن للماهرين في لف السجائر، إنتاج حوالي أربع سجائر فقط في الدقيقة، ثم طُورت آلات صنع السجائر في ثمانينيات القرن التاسع عشر، لتحل محل اللف اليدوي. أمكن لآلة واحدة من الآلات الأولى أن تدحرج 120000 سيجارة في 10 ساعات، أو 200 سيجارة في الدقيقة. أحدث الإنتاج الضخم ثورة في صناعة السجائر. بدأت شركات السجائر في تقدير إنتاجها بملايين السجائر يوميًا.
أعطت زيادة الإنتاج والسجائر الرخيصة حافزًا للشركات لزيادة الاستهلاك. بدأت المجلات بحلول الربع الأخير من القرن التاسع عشر، بنشر إعلانات لماركات مختلفة من السجائر والسعوط وتبغ الغليون. ارتفع الطلب على السجائر بشكل كبير، إذ تضاعف كل خمس سنوات في كندا والولايات المتحدة (حتى بدأ الطلب في الارتفاع بشكل أسرع، إذ تضاعف ثلاث مرات خلال أربع سنوات أثناء الحرب العالمية الأولى).

### حركات مكافحة التبغ
شاركت حركة الاعتدال في أواخر القرن التاسع عشر بقوة في حملات مكافحة التبغ، وخاصة في منع تدخين الشباب. وجادلوا بأن التدخين يسبب الإدمان، وأنه غير صحي، ويؤثر على نمو الأطفال، ويؤثر على النساء إذ أنه ضار أثناء الحمل.
حظرت 26 ولاية أمريكية بيع التبغ للقاصرين بحلول عام 1890. شُرعت المزيد من القيود على مدار العقد التالي، بما في ذلك حظر البيع، وجرى التحايل على التدابير على نطاق واسع، من خلال بيع أعواد ثقاب باهظة الثمن وإعطاء السجائر معهم، لذلك كان هناك المزيد من الحظر على إعطاء عينات مجانية من السجائر.
فازت النساء بحصولهن على حق التصويت في أوائل القرن العشرين، ونظمت مجموعات الاعتدال حملة ناجحة لقوانين تدخين الأحداث في جميع أنحاء أستراليا. إذ كان معظم البالغين هناك يدخنون الغليون، واستُخدمت السجائر فقط من قبل الأحداث.

## بين عامي 1914-1950

### الحرب العالمية الأولى
وُزعت السجائر ذات العلامات التجارية المجانية أو المدعومة على القوات خلال الحرب العالمية الأولى. بدأ الطلب على السجائر في أمريكا الشمالية- والذي كان يتضاعف تقريبًا كل خمس سنوات- في الارتفاع بشكل أسرع، إذ تضاعف ثلاث مرات تقريبًا خلال سنوات الحرب الأربع.
أصبحت الأضرار الصحية للسجائر أقل أهمية أمام الموت الوشيك في الحرب، ودُعم السائقون لإيصال السجائر إلى الخطوط الأمامية. وُزعت مليارات السجائر على الجنود في أوروبا من قبل الحكومات الوطنية وجمعية الشبان المسيحيين وجيش الإنقاذ والصليب الأحمر. تبرع الأفراد أيضًا بالمال لإرسال السجائر إلى الخطوط الأمامية، حتى من الولايات القضائية التي كان بيع السجائر فيها غير قانوني، واعتُبر عدم إعطاء السجائر للجنود تصرفًا غير وطني.

### ما بين الحربين العالميتين
أصبحت نسبة كبيرة من البالغين من المدخنين مع انتهاء الحرب، مما صعب المهمة أمام حملات مكافحة التدخين. استمر الجنود العائدون في التدخين، مما زاد من القبول الاجتماعي للتدخين. بدأت مجموعات الاعتدال تركيز جهودها على الكحول. وبحلول عام 1927، ألغت الولايات الأمريكية جميع قوانين مكافحة التدخين، باستثناء تلك الخاصة بالقصر.
استُخدمت الإعلانات الحديثة المبتكرة خصيصًا للإعلان عن التبع بداية من عشرينيات القرن العشرين. تألف الإعلان في فترة ما بين الحربين بشكل أساسي من إعلانات بصفحات كاملة ومجلات ملونة وصحف. ابتكرت العديد من الشركات شعارات لعلامتها التجارية، واستخدمت تأييد المشاهير من الرجال والنساء. احتوت بعض الإعلانات على أطباء وهميين لطمأنة العملاء بأن علامتهم التجارية المحددة غير ضارة بالصحة.
شوهد التدخين أيضًا على نطاق واسع في الأفلام، ربما بسبب استخدام المنتج المدفوع.
أُنتجت سجائر المنثول في عام 1924، لكنها لم تنتشر في البداية، وظلت نسبتها في السوق قليلة حتى جرى التسويق لها في خمسينيات القرن العشرين.
استمرت شركات التبغ في عشرينيات القرن العشرين باستهداف النساء بغية زيادة عدد المدخنين. كان التسويق في الخفاء بداية في ضوء التهديد بحظر التبغ من اتحادات الاعتدال، وسُوق له بشكل غير مباشر، إذ أمكن إنكار تدخين النساء. استُخدمت شهادات من نساء المشاهير من أجل التدخين، وصُممت الإعلانات «للتغلب على مخاوف النساء بشأن الوزن والنظام الغذائي» وتشجيع التدخين كبديل صحي لتناول الحلويات.
استخدمت الحملات الصورة النمطية القائلة بأن التدخين ليس لائقًا بالمرأة. سوّقوا للسجائر على أنها «مشاعل الحرية» وجعلوا من المخدرات المحفزة للإدمان رمزا لاستقلال المرأة. وقد ارتفعت معدلات سرطان الرئة لدى النساء بشكل حاد.
قرر إدوارد بيرنايز في عام 1929، وبتكليف من شركة التبغ الأمريكية لتحفيز المزيد من النساء على التدخين، توظيف النساء لتدخين «مشاعل الحرية» أثناء سيرهن في موكب عيد الفصح في نيويورك. كان حريصًا جدًا عند اختيار النساء للمشاركة في المسيرة لأنه «على الرغم من أنهن يجب أن يكنّ حسنات المظهر، إلا أنهن لا يجب أن يبدون كعارضات أزياء» وقد استأجر المصورين الخاصين به للتأكد من التقاط صور جيدة ثم نشرها في جميع أنحاء العالم.
أسست كتيبة العاصفة وهي الجناح شبه العسكري للحزب النازي، شركة سجائر في عام 1929، كوسيلة لجمع الأموال، وتقليل الاعتماد المالي على قيادة الحزب. كان من المتوقع أن يدخن أعضاء الكتيبة فقط العلامات التجارية لشركتها. هناك أدلة على استخدام الإكراه للترويج لبيع هذه السجائر. استطاعت كتيبة من خلال هذا المخطط كسب المئات من الرايخ مارك كل شهر. روجت العلامة التجارية أيضًا للأفكار السياسية، إذ بيعت بمجموعات صور قابلة للتجميع، تُظهر الزي العسكري التاريخي.